# Солонько Леонід Тихонович
Солонько Леонід Тихонович (1924—1975) — перекладач, редактор. Навчався в Київському університеті (1946—1950). У 1950-х роках завідував відділами іноземної літератури Держлітвидаву УРСР. Був членом Спілки журналістів СРСР. Автор численних перекладів з англійської та російської мов. Помер 1975 року. Твори світової літератури в перекладах Леоніда Солонька досі перевидають, зокрема видавництва «А-Ба-Ба-Га-Ла-Ма-Га» і «Прудкий равлик» перевидали «Вінні-Пуха» й «Маленьких дикунів».

## Переклади
- Буремні дев'яності, Катарина Сузанн Прічард
- Вінні-Пух та його друзі, Алан Александр Мілн
- Звіробій (у співпраці з перекладачем Олександром Терехом), Джеймс Фенімор Купер
- Як і чому, Редьярд Джозеф Кіплінг
- Мауглі (разом із Петром Гандзюрою і Володимиром Прокопчуком), Редьярд Джозеф Кіплінг
- Маленькі дикуні, Ернест Сетон-Томпсон
- Робін Гуд (разом із Юрій Юра), Джон Макспедден і Чарльз Вільсон
- Мудрець Країни Оз, Лаймен Френк Баум
- п'єси Бернарда Шоу